# Império do Havaí
Império do Havaí é uma escola de samba de Manaus, Amazonas
Campeã por 8 vezes do carnaval de Manaus (Grupos de Acesso A e B) nunca esteve no Grupo Especial. Possui a tradição de desenvolver em seus carnavais temas políticos, já tendo homenageado diversas personalidades como Omar Aziz, Delfina Aziz, Chico Mendes, Alfredo Nascimento, Marcos Rotta e Angelus Filgueiras, mas também já homenageou o Circo da Praça 14 e o bairro do Alvorada, inicialmente chamado de "Cidade das Palhas", entre outros. Com a quadra fixada na Rua Barcelos, esquina com a Visconde de Porto Alegre, no bairro Praça 14 de Janeiro, possui um projeto social que funciona o ano inteiro na quadra, trabalhando e inserindo crianças carentes no esporte como judô e jiu-jitsu.
Em 2012, foi vice-campeã do Grupo de Acesso B.

## Segmentos

### Presidentes
| Nome           | Mandato    | Ref.  |
| -------------- | ---------- | ----- |
| Fabiano Alfaia | 2020 atual | [ 3 ] |

### Presidentes de honra
| Nome             | Mandato        | Ref. |
| ---------------- | -------------- | ---- |
| Alessandro Cohen | ? - ?          |      |
| Fabiano Alfaia   | ? - atualidade |      |

### Diretores
| Ano  | Diretor de Carnaval | Diretor de harmonia                            | Mestre de bateria      | Carnavalesco                          |
| ---- | ------------------- | ---------------------------------------------- | ---------------------- | ------------------------------------- |
| 2012 |                     |                                                | Mestre Guma            |                                       |
| 2017 |                     |                                                |                        |                                       |
| 2022 | Fellipe França      | Alex Barile, Arleson Mota e Jacqueline Almeida | Mestre Angelo Monteiro | Ryan Sá                               |
| 2023 | Fellipe França      | Alex Barile, Arleson Mota e Jacqueline Almeida |                        | Leon Medeiros, Dudu Santana e Ryan Sá |

### Casal de Mestre-sala e Porta-bandeira
| Ano  | Nomes                         |
| ---- | ----------------------------- |
| 2016 | Emanoel Neto e Kamilla Aguiar |
| 2022 | Cajhu e Leandra               |
| 2023 | Cajhu e Leandra               |

### Corte de bateria
| Ano  | Rainha | Madrinha | Ref. |
| ---- | ------ | -------- | ---- |
| 2015 | Rayssa |          |      |

## Carnavais
| Ano                                                                                | Colocação   | Grupo    | Enredo | Carnavalesco                                                               | Intérprete | Ref         |
| ---------------------------------------------------------------------------------- | ----------- | -------- | --- | -------------------------------------------------------------------------- | ---------- | ----------- |
| 2006                                                                               | Campeã      | Grupo 2  | Rivaldo Pereira de Jesus                                                                                             |                                                                            |            |             |
| 2007                                                                               |             | Grupo 2  | Ao Mestre Sabá |                                                                            |            |             |
| 2008                                                                               | Vice-Campeã | Grupo 2  | Luis Gilberto e força, raça e tradição                                                                               |                                                                            |            |             |
| 2009                                                                               | 9º lugar    | A        | 25 anos de amor ao Samba                                                                                             |                                                                            |            |             |
| 2010                                                                               | 6º lugar    | A        | Boi Brilhante e Dona Rosa                                                                                            |                                                                            |            |             |
| 2011                                                                               | 8º lugar    | Acesso   | Angelus Filgueiras                                                                                                   |                                                                            |            |             |
| 2012                                                                               | Vice-Campeã | Acesso B | Luara, corpo e alma de um artista Intérprete:Vicente do Império                                                      | Everson Mania + comissão (Nice Alfaia, Raimundo Alfaia e Alessandro Cohen) |            | [ 2 ] [ 3 ] |
| 2013                                                                               | 4º lugar    | Acesso B | |                                                                            |            |             |
| 2014                                                                               | Campeã      | Acesso B | Omar: Responsabilidade e Seriedade                                                                                   |                                                                            |            |             |
| 2015                                                                               | 5º lugar    | Acesso A | Sou negro na cor sou branco na alma pra falar dos meus ancestrais canto para meus orixás Intérprete:Wilsinho de Cima | Everson Tia e comissão: Everson, Nice Matos , Nete Felix                   |            |             |
| 2016                                                                               | 7º lugar    | Acesso A | Quem é Rei Nunca Perde a Majestade                                                                                   | Junior Thompson                                                            |            |             |
| 2017                                                                               | Vice-Campeã | Acesso B | Vem meu amor, vem cantar em tom maior... Que a alegria do palhaço na tristeza deu um nó                              |                                                                            |            |             |
| 2018                                                                               |             | Acesso B | Alfaia: 40 anos de Samba e de Folclore                                                                               |                                                                            |            |             |
| 2019                                                                               | 3° lugar    | Acesso B | Meu País Tropical |                                                                            |            |             |
| 2020                                                                               | 5º lugar    | Acesso A | Do Amazonas para o mundo ver: Robercley Assis... Nosso enredo é você.                                                |                                                                            |            |             |
| Devido à pandemia do novo Coronavírus, não houve carnaval nos anos de 2021 e 2022. |             |          | |                                                                            |            |             |
| 2023                                                                               | 6º lugar    | Acesso A | Marcelo - Generoso de nome e coração                                                                                 |                                                                            |            |             |
| 2024                                                                               |             | Acesso A | |                                                                            |            |             |